# Toxis
Toxis (reso graficamente Toxi$), pseudonimo di Andrej Leonidovič Smeljanskij (in russo Андрей Леонидович Смелянский?; Mosca, 21 marzo 2004), è un rapper russo.

## Biografia
Toxis, che ha esordito nell'industria discografica con gli album in studio Greener Days e Inner World (2020), è salito alla ribalta soltanto tre anni più tardi, dopo aver pubblicato l'EP Jazz Do It, progetto accolto commercialmente. Ha in seguito inciso svariate collaborazioni, tra cui Turn Up (assieme a Molodoj Platon) e Vzlom (con Glukoza), per poi far partire una tournée congiunta col primo.
È stata successivamente resa disponibile per il consumo la hit Hurtz, la cui entrata è avvenuta in 11ª posizione nella Latvijas straumētāko singlu. Il brano ha anticipato l'uscita del quarto disco Hotshot, contenente collaborazioni con OG Buda e Big Baby Tape, che riesce a debuttare al 5º posto della classifica LP lettone. Ha fatto un'apparizione anche nell'album di Aarne AA Language 2, collaborando col rumeno, nuovamente con Big Baby Tape e il statunitense Chief Keef in 4 Ur Girl, primo ingresso del rapper nella top ten lettone (7º posto).
Nel marzo 2024 ha fatto ritorno sulle scene musicali presentando Save Dat, un duetto con Egor Krid, e nel mese seguente è avvenuta la pubblicazione del secondo EP Unique. Toxis è apparso nella lista annuale degli under 30 di Forbes Russia ed è stato riconosciuto nella categoria rap alla gala musicale Glavnye lica della rivista The Voice Mag.
Nel maggio 2025 viene annunciato un disco collaborativo con Aarne, la cui uscita è prevista durante la stagione estiva. Ha vinto il suo primo premio Muz-TV nel mese successivo.

## Discografia

### Album in studio
- 2020 – Greener Days
- 2020 – Inner World
- 2022 – Mind Up!
- 2023 – Hotshot

### EP
- 2023 – Jazz Do It
- 2024 – Unique
- 2024 – Iznutri

### Singoli
- 2019 – Welcome Slime
- 2019 – District 9 (feat. Chapa & Maetae)
- 2020 – Taga
- 2020 – Corona
- 2020 – Heartbreak
- 2020 – Lvl Up (con Ful1House e Mil Way)
- 2021 – Airplane Mode
- 2021 – Plugg Luvv
- 2021 – Bankroll
- 2021 – Pantomima
- 2022 – Evil Shit
- 2022 – Sdača
- 2022 – Popolam
- 2022 – Drugs Can't Help Me (con Matey)
- 2022 – Ne tusim
- 2023 – I Can't
- 2023 – Kipiš (con Niletto)
- 2023 – Dante
- 2023 – Nikogdaby
- 2023 – Zabud' (con Guram D)
- 2023 – Turn Up (con Molodoj Platon)
- 2023 – Zabyl cifry (con Plohoyparen)
- 2023 – Vzlom (con Glukoza)
- 2023 – Hurtz
- 2023 – Igry (con Gensyxa)
- 2024 – Save Dat (con Egor Krid)
- 2024 – I Got You
- 2024 – Trjasi (con Lida)
- 2024 – CowBoys (con Egor Krid)
- 2025 – Nothing
- 2025 – Signal (con OG Buda)
- 2025 – VIP (con Uniqe, Nkeeei e Artem Shilovets)